# Ralph Abercromby, 2. Baron Dunfermline
Ralph Abercromby, 2. Baron Dunfermline (* 6. April 1803; † 12. Juli 1868) war ein britischer Diplomat.
Ralph Abercromby war der Sohn des Politikers James Abercromby, 1. Baron Dunfermline und ein Enkel des Generals Sir Ralph Abercromby. 1835 bis 1838 war er Ministerresident in der Toskana, 1838 bis 1840 britischer Gesandter beim Deutschen Bund. Er übte, von 1840 bis 1851 Gesandter in Turin, namentlich während des Krieges von 1848 und 1849 einen bedeutenden Einfluss aus. Von 1851 bis 1858 war er Gesandter in Den Haag. 1859 zog er sich aus dem öffentlichen Leben zurück. 1863 wurde er zum Fellow der Royal Society of Edinburgh gewählt.
Seit 1838 war er mit Lady Mary Elizabeth Elliot-Murray-Kynynmound, Tochter des Gilbert Elliot-Murray-Kynynmound, 2. Earl of Minto verheiratet. Mit ihr hatte er eine Tochter, Mary Catherine Elizabeth Abercromby (* um 1849; † nach 1882).
Er starb am 12. Juli 1868. Da er keine männlichen Nachkommen hinterließ, erlosch sein Adelstitel.